# Меденицьке газове родовище
Меденицьке газове родовище — належить до Більче-Волицького нафтогазоносного району Передкарпатської нафтогазоносної області Західного нафтогазоносного регіону України.
Розташоване у Львівській області на відстані 20 км від м. Дрогобич. Пов'язане З півночі-зах. частиною Косівсько-Угерської підзони Більче-Волицької зони. Меденицька структура виявлена в 1959 р. та являє собою ерозійний виступ верхньокрейдових утворень у вигляді брахіантиклінальної складки, розбитої на 2 блоки. Розмір структури 5х5 м, висота 60 м. У присклепінчастій частині структури сенонські та гельветські пісковики стратиграфічно виклинюються. На півд. сході родовища розвинутий один пласт сенонського пісковику площею 3,5х1,5-2,0 м. 
Перший промисловий приплив газу з конденсатом отримано з гельветських та сенонських відкладів з інт. 1361-1360 м у 1960 р. Один Поклад масивний, літологічно обмежений, другий — пластовий, тектонічно екранований та стратиграфічно обмежений. Режим Покладів водонапірний. 
Експлуатується з 1964 р. Запаси початкові видобувні категорій А+В+С1: газу — 2770 млн м³.